# Кино през 2016 година
Това е списък на събития, свързани с киното през 2016 година.

## Събития

### Церемонии по връчване на награди
- 10 януари – 73-ти награди Златен глобус в Бевърли Хилс.
- 14 февруари – 69-и награди на БАФТА в Лондон.
- 21 февруари – 20-и награди Сателит в Лос Анджелис.
- 26 февруари – 41-ви награди Сезар в Париж.
- 27 февруари – 36-и награди Златна малинка в Лос Анджелис.
- 28 февруари – 88-и награди Оскар в Лос Анджелис.
- 20 март – 21-ви награди Емпайър в Лондон.
- 22 юни – 42-ри награди Сатурн в Бърбанк.
- 10 декември – 29-и Европейски филмови награди в Вроцлав.

### Кинофестивали
- 21 – 31 януари – Сънданс 2016 в Парк Сити.
- 11 – 21 февруари – 66-и фестивал Берлинале в Берлин.
- 10 – 20 март – София Филм Фест 2016 в София.
- 11 – 22 май – 69-и фестивал в Кан.
- 31 август – 10 септември – 73-ти фестивал във Венеция.
- 8 – 18 септември – 41-ви фестивал в Торонто.

## Най-касови филми
| №   | Заглавие                                           | Разпространител   | Приходи (млн. USD) |
| --- | -------------------------------------------------- | ----------------- | ------------------ |
| 1.  | „Капитан Америка: Войната на героите“              | Disney            | 1153               |
| 2.  | „Rogue One“                                        | Disney            | 1030               |
| 3.  | „Търсенето на Дори“                                | Disney            | 1028               |
| 4.  | „Зоотрополис“                                      | Disney            | 1024               |
| 5.  | „Книга за джунглата“                               | Disney            | 967                |
| 6.  | „Сами вкъщи“                                       | Universal Studios | 875                |
| 7.  | „Батман срещу Супермен: Зората на справедливостта“ | Warner Bros.      | 873                |
| 8.  | „Фантастични животни и къде да ги намерим“         | Warner Bros.      | 808                |
| 9.  | „Дедпул“                                           | 20th Century Fox  | 783                |
| 10. | „Отряд самоубийци“                                 | Warner Bros.      | 746                |

## Починали
- 4 януари – Мишел Галабрю
- 6 януари – Силвана Пампанини
- 9 януари – Ангъс Скрим
- 10 януари – Дейвид Боуи
- 14 януари – Алън Рикман
- 14 януари – Франко Чити
- 19 януари – Еторе Скола
- 20 януари – Найчо Петров
- 26 януари – Ейб Вигода
- 29 януари – Жак Ривет
- 3 февруари – Джо Аласки
- 19 февруари – Илия Добрев
- 22 февруари – Дъглас Слокомб
- 25 февруари – Тони Бъртън
- 25 февруари – Франсоа Дюпейрон
- 28 февруари – Джордж Кенеди
- 6 март – Нанси Рейгън
- 8 март – Ричард Давалос
- 17 март – Лари Дрейк
- 18 март – Ян Немец
- 23 март – Кен Хауърд
- 24 март – Гари Шандлинг
- 29 март – Пати Дюк
- 13 април – Гарет Томас
- 17 април – Дорис Робъртс
- 19 април – Ронит Елкабец
- 20 април – Гай Хамилтън
- 19 май – Александър Астрюк
- 19 май – Алън Янг
- 12 юни – Джанет Уолдо
- 19 юни – Антон Йелчин
- 27 юни – Бъд Спенсър
- 2 юли – Майкъл Чимино
- 4 юли – Аббас Киаростами
- 13 юли – Ектор Бабенко
- 19 юли – Гари Маршал
- 30 юли – Глория Де Хейвън
- 13 август – Кени Бейкър
- 17 август – Артър Хилър
- 23 август – Стивън Хил
- 25 август – Марвин Каплан
- 29 август – Джийн Уайлдър
- 1 септември – Джон Полито
- 5 септември – Хю О'Брайън
- 20 септември – Къртис Хенсън
- 24 септември – Бил Нън
- 9 октомври – Анджей Вайда
- 13 октомври – Дарио Фо
- 20 октомври – Майкъл Маси
- 8 ноември – Раул Кутар
- 11 ноември – Робърт Вон
- 24 ноември – Флорънс Хендерсън
- 25 ноември – Рон Глас
- 6 декември – Питър Вон
- 13 декември – Алън Тик
- 18 декември – Жа Жа Габор
- 20 декември – Мишел Морган
- 27 декември – Кари Фишър
- 28 декември – Деби Рейнълдс